# Marat (Puy-de-Dôme)
Marat é uma comuna francesa na região administrativa de Auvérnia-Ródano-Alpes, no departamento de Puy-de-Dôme. Estende-se por uma área de 30.10 km². Em 2010 a comuna tinha 825 habitantes (densidade: 27,4 hab./km²).